# 普爾科沃機場
普尔科沃机场 （俄语：Аэропо́рт Пу́лково, Aeroport Pulkovo）IATA代码：；ICAO代码：）是服务俄罗斯圣彼得堡的国际机场，原本由兩座分別服務國內航線和國際航線的航站樓組成，2014新航站樓建成後，兩座舊航站樓全部關閉。
普爾科沃機場是俄羅斯國家航空（前普爾可夫航空）的樞紐機場，以及北方航空的重點機場。
在2010年，普爾科沃機場服務了約850萬人次。列宁格勒的缩写LED至今仍为机场的IATA代号。IATA一般不随便更改机场代号，在未迁建新机场时更是几乎不可能更改。

## 停飛
2023年2月28日，聖彼得堡市政府宣布，普爾科沃機場所有航班全面暫停起降至當地時間中午12時，而機場內正常運作。據《塔斯社》報導，普爾科沃機場半徑200公里內的空域全面關閉至當地時間下午1時20分，但未具體說明原因。據俄媒《Baza》消息指出，他們在天空中發現不明飛行物體，目前已派出戰機進行調查，不過消息尚未經過官方證實。